# 麼个話
麼个话，广西中、北部一带的客家语方言，因称“什么”为“麼个”而得名，又作麻介话、麻盖话、脉个话等。